# Tupsy Clement

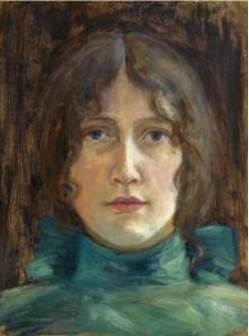
Retrato por Hans Heyerdahl, 1890

Martha Caroline “Tupsy” Clement, née Jebe (Trondheim, 13 de abril de 1871-Copenhague, 5 de septiembre de 1959) era una pintora noruega. 

## Biografía
Era hija del mayor Hakon Jebe y su esposa Hedvig Klingenberg. Estudió en Oslo con Hans Heyerdahl y Christoph Roth. Más tarde continuó su formación en Múnich (1898-1899), París e Italia. Allí conocería a su marido Gad Frederik Clement, con el que se casó en Roma en 1902.
Entre sus cuadros, destacan los completados en Skagen donde pasó los veranos de 1908 a 1920, en compañía de otros pintores como Laurits Tuxen o Viggo Johansen,  el famoso grupo de los pintores de Skagen.